# لاري س. برايس
لاري س. برايس (بالإنجليزية: Larry C. Price)‏ هو مصور وصحفي أمريكي، ولد في 23 فبراير 1954.